# Parva sed apta mihi
De Latijnse uitdrukking Parva sed apta mihi, betekent letterlijk vertaald, Klein, maar geschikt voor mij.
Sympathieke mededeling aangebracht op de deur van het huis van Ludovico Ariosto, nadat hij in 1525 was teruggekeerd uit de Garfagnana-streek (provincie Lucca), waar hij gouverneur was, en zich permanent vestigde in de stad Ferrara: "Parva, sed apta mihi, sed nulli obnoxia, sed non sordida: parta meo sed tamen aere domus (Klein, maar geschikt voor mij, waarop niemand rechten kan claimen, fatsoenlijk en gekocht met mijn geld).